# 阮大方
阮大方（1940年—2011年），台湾著名报人、时评专家，也是海峡两岸关系的资深专家。前美國《加州論壇報》社长，也是台湾著名的《公论报》前社长。

## 生平
阮家籍貫浙江余姚縣（今宁波余姚市）臨山，但自祖父阮性存，就定居在杭州。阮大方于1940年出生于浙江永康縣方岩鎮，故取名「大方」，在兄妹六人當中排行第三。父親阮毅成曾任浙江省政府民政局局長、杭州市市長，母親錢英曾任暢流半月刊社社長、杭州市參議會參議員（後當選第一屆立法委員）。1949年，随家人迁居台湾台北市。
阮大方曾就讀世界新聞專科學校（今世新大學）。1967年任職《經濟日報》期間，寫了一系列琉球不應該歸還日本的文章。因時值日本首相佐藤榮作訪台，此舉違反中國國民黨中央委員會「不可炒作琉球問題」的要求，導致上司丁文治被開除。
1970年代阮大方赴美国，住在紐約，後移居加州。1984年10月15日發生江南案，主持《加州論壇報》首刊劉宜良（江南）《蔣經國傳》的阮大方向美國政府揭發江南案內幕後，被蔣經國政府以「母病速歸」為由誘騙回台灣軟禁，一直到1987年蔣經國政府解除戒嚴後始獲准出境。1992年，阮大方回到杭州居住十年之久。2002年，阮大方退休，回到台北。2006至2007年，阮大方擔任《臺灣公論報》社長。
阮大方常在中国大陆和台湾讲学，听者甚众。阮大方也曾给中华人民共和国国务院总理温家宝写过公开信。
2009年5月，《新新聞》第1156期刊登阮大方撰文〈一頭牛剝六層皮 立委轉戰百里侯，徒然浪費資源〉批評，在任區域立法委員不必辭職就能參選縣市長，「把人民選票的託付、對選民期約的服務棄若敝屣，置之不顧」，人民卻要為他們支付六筆經費（立委選舉的預算經費、立委當選人的公費補助款、縣市長選舉的預算經費、縣市長候選人的公費補助款、立委補選的預算經費、立委補選參選人的公費補助款）；並要求中國國民黨主席吳伯雄與民主進步黨主席蔡英文承諾拒絕提名任何一位在任區域立委參選縣市長，呼籲各在野黨、政治團體、專家學者、意見領袖、電視名嘴、媒體政論家聯合反對此兩大黨提名任何一位在任區域立委參選縣市長，呼籲選民絕不投票給任何一位在任區域立委參選的縣市長候選人。
2011年10月5日晨6时26分，阮大方因病逝世于國泰綜合醫院總院。阮大方罹患咽喉癌和肺癌，因不堪拖累家人，自行拔除输液管而自尽。

## 著書
- 《非仕之談：向時代嗆聲，對歷史負責》，2010年，風雲時代出版社，ISBN 9789861466965

## 家族
- 祖父阮性存；曾參加過辛亥革命，是民國初年著名的律師。
- 父亲阮毅成：抗戰前蔣介石六位秘書之一，曾任浙江省民政局長、杭州市長，1949年到台灣後曾任《中央日報》社長、國家安全會議副秘書長。
- 母親錢英：中華民國第一屆立法委員，與「中國火箭之父」錢學森同樣出身吳越國錢鏐家族，是在立法院縱橫一時的立法院十姐妹之一。
- 長兄阮大元：在南京，曾任澳門社會人文科學院院長；
- 二哥阮大正：知名政論家。
- 四弟阮大白
- 五弟阮大仁：原名大龍，出生於浙江龍泉，知名政論家、書法家。
- 小妹阮大杭：抗戰勝利後在杭州出生。